# Daegon
Daegon es un personaje de la serie de juegos de lucha Mortal Kombat. Daegon hizo su primera aparición en Mortal Kombat: Armageddon, como el hermano de Taven.

## Biografía ficticia
El Modo Konquest en Mortal Kombat: Armageddon gira alrededor de una competición entre Daegon y su hermano Taven, puesto por su padre, Argus, el Dios Protector de Edenia. Ellos son enviados a la Tierra y son mantenidos en incubación por dos dragones hasta que Blaze los despierte para comenzar la competición. Su tarea es encontrar y derrotar a Blaze usando un arma encontrada en el templo de su padre en la Tierra. El vencedor sucederá a su padre como el protector de Edenia y recibirá un premio apto para ser un Dios Mayor.

## Apariciones en los juegos

### Mortal Kombat: Armageddon
Daegon actúa como subjefe en Mortal Kombat: Armageddon, en el Modo Konquest. Antes de pelear contra Blaze.

#### Biografía
Es el hermano menor de Taven, pero por haber salido algunos años antes de la cueva, envejeció. Es el fundador de la organización Dragón Rojo, de la cual provienen Mavado y Hsu Hao y de la cual se rebeló Kano, creando el clan Dragón Negro. Daegon capturó a su dragón protector, Caro, para investigar y crear una raza de guerreros dragones.

#### Movimientos especiales
- Speed of Light: Daegon retrocede y en una llamarada le da tres golpes al oponente.

- Goodly Charge: Daegon se impulsa y en una llamarada da un codazo al oponente.

#### Estilo de lucha
- Fu Jow Pai

#### Arma
- Drakeswords